# Représentations diplomatiques au Guyana

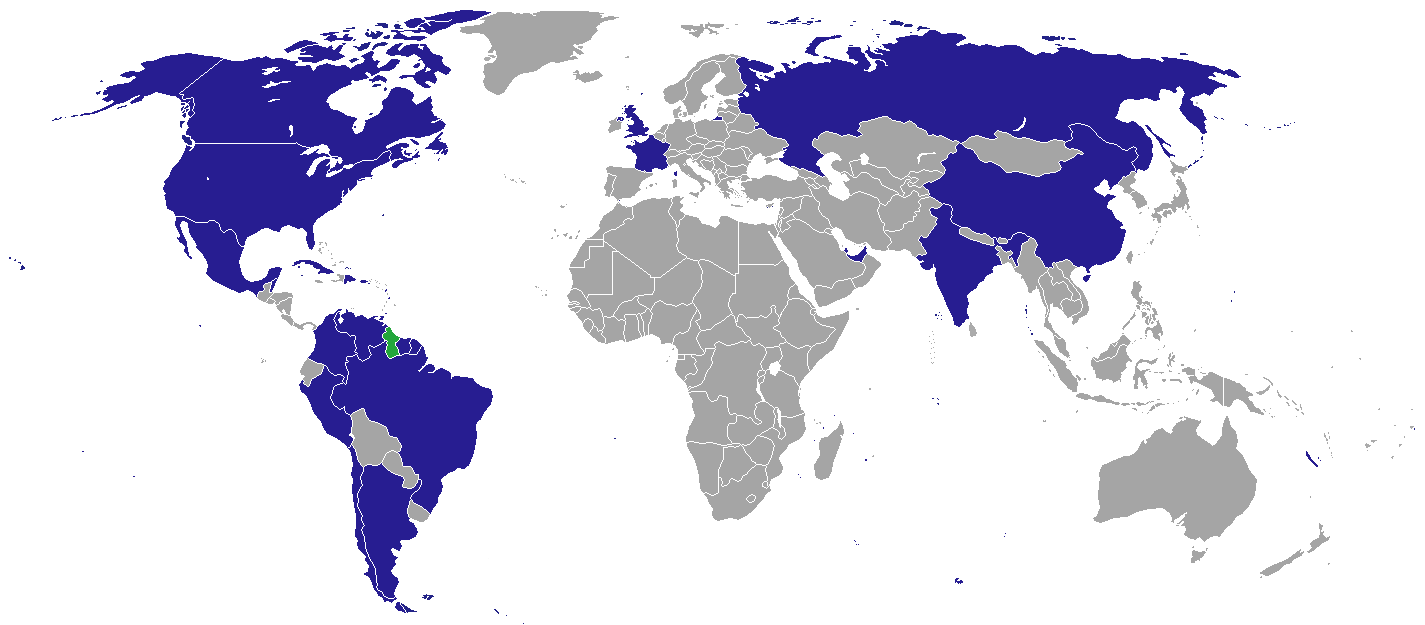
Pays ayant des représentations diplomatiques au Guyana.

Voici une liste des représentations diplomatiques au Guyana. Il y a actuellement 16 ambassades à Georgetown. Plusieurs autres pays ont des ambassadeurs accrédités. 

## Ambassades et hauts-commissariats à Georgetown

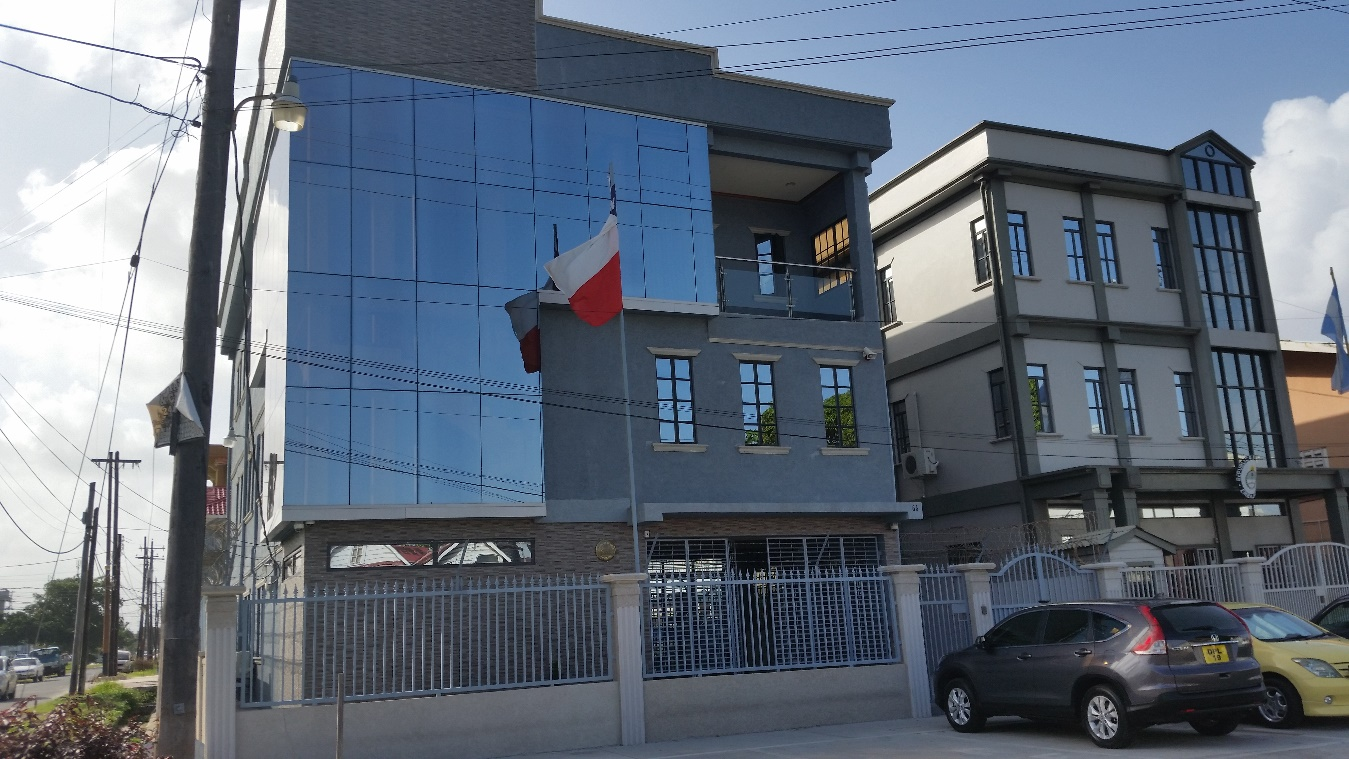
Ambassades d'Argentine et du Chili à Georgetown.

- Argentine
- Brésil
- Canada
- Chili
- Chine
- Cuba
- États-Unis
- Inde
- Mexique
- Qatar
- République dominicaine
- Royaume-Uni
- Russie
- Suriname
- Trinité-et-Tobago
- Venezuela

## Autres missions
- Union européenne (Délégation régionale)

## Ambassades non résidentes

### Bogota
- Autriche
- Uruguay

### Brasilia
- Arabie saoudite
- Azerbaïdjan
- Bolivie
- Botswana
- Bulgarie
- Chypre
- Cote d'Ivoire
- Danemark
- Égypte
- Émirats arabes unis
- Géorgie
- Ghana
- Guinée
- Hongrie
- Jordanie
- Kenya
- Koweït
- Malaisie
- Maroc
- Norvège
- Philippines
- République tchèque
- Roumanie
- Serbie
- Slovaquie
- Syrie
- Tanzanie
- Thaïlande
- Ukraine
- Viêt Nam
- Zambie

### Caracas
- Algérie
- Belgique
- Corée du Sud
- Finlande
- Grèce
- Iran
- Italie
- Nicaragua
- Palestine
- Paraguay
- Pérou
- Pologne
- Portugal
- Suisse

### Castries
- Sainte-Lucie

### Kingston
- Haïti

### La Havane
- Corée du Nord
- Laos
- Zimbabwe

### Nassau
- Bahamas

### New York
- Bangladesh
- Irlande
- Islande
- Maldives
- Namibie
- Nauru

 Ordre souverain de Malte
- Swaziland
- Tuvalu

### Ottawa
- Pakistan

### Paramaribo
- France
- Indonésie
- Pays-Bas

### Port-d'Espagne
- Afrique du Sud
- Allemagne
- Australie
- Colombie
- Espagne
- Guatemala
- Jamaïque
- Japon
- Nigeria
- Panama
- Salvador
- Turquie
- Vatican

### Saint Michael
- Barbade

### Stockholm
- Suède

### Washington
- Maurice
- République centrafricaine
- Sierra Leone

## Anciennes ambassades
- Corée du Nord